# McTelvin Agim
McTelvin Agim (Texarkana, Texas, 25 de septiembre de 1997) es un jugador profesional estadounidense de fútbol americano que se desempeña en la posición de defensive tackle en Indianapolis Colts, equipo de la National Football League (NFL).

## Carrera
Fue seleccionado en la tercera ronda en la Reunión Anual de Selección de Jugadores de la NFL de 2020. Hizo su debut profesional con el equipo Denver Broncos, en el cual jugó tres temporadas (2020-2023), luego pasó a Indianapolis Colts, donde lleva jugando una temporada.